# Минго (народ)
Минго — ирокезоязычный индейский народ, сформировавшийся в первой половине XVIII века на территории, примерно соответствующей восточной части современного штата Огайо из остатков различных племен (эри, саскуеханнок, нейтраль и др.), разгромленных Лигой Пяти племен (Лигой Хауденосауни) в период Бобровых войн.
Получил название «минго» от англо-американских поселенцев; слово «минго» представляет собой искажённое mingwe, что на алгонкинском языке означает «скрытный» или «вероломный». Минго также были известны как огайские ирокезы или огайские сенека, поскольку значительная часть минго также со временем составили выходцы из племени сенека.

## История
Предки «минго» мигрировали в округ Огайо в середине XVIII века в составе потока индейских народов, хлынувших в этот ранее малозаселённый регион. После войны с французами ирокезское племя кайюга переселилось в Огайо, где им предоставили резервацию вдоль реки Сандаски. К ним присоединились шони и другие ирокезские племена. Таким образом, в Огайо произошло смешение таких народов, как сенека, вайандоты, шауни, саскуэханноки и делавары. Хотя формально конфедерация ирокезов объявила о своём суверенитете над территорией Огайо, местные племена потребовали независимости от ирокезов.
Из всех племён долины минго, по-видимому, были расположены более мирно по сравнению с другими, поскольку их частично обратили в христианство миссионеры из Моравии. Минго объединялись то с делаварами, то с ирокезами, однако окончательно отделились до 1750 г. и поселились вдоль реки Джуниата. Со временем они стали более воинственными, и нередко проявляли враждебность к поселенцам в долине Джуниата. Вместе с выходцами из районов нижнего и среднего течения рек Делавэр и Гудзон, ленапе (делаварами), они позднее переселились в Огайо, где жили некоторое время, затем в Канзас на р. Неошо, и в конце концов на Индейскую территорию, ныне штат Оклахома.
Во время восстания Понтиака, которое вспыхнуло в 1763 г., многие члены племени минго присоединились к другим племенам в безуспешной попытке изгнать британцев из Огайо, даже несмотря на то, что ирокезы в конце концов присоединились к британцам.
Одним из видных деятелей племени минго был вождь Логан, который установил хорошие отношения с белыми поселенцами. Фактически Логан не был вождём, а главой деревни. В 1774 г., когда усилились трения между индейцами и белыми, белая банда жестоко убила семью Логана. Местные вожди воздержались от участия в конфликте, но признали право Логана на месть. Логан осуществил месть путём ряда нападений, в которых с ним участвовало всего около десятка его сторонников, не все из которых были минго. Удовлетворив свою месть, он не участвовал в Войне Данмора, и скорее всего, не участвовал в битве у Пойнт-Плезант. Вместо того, чтобы участвовать в мирных переговорах, он якобы произнёс речь, получившую название «Жалоба Логана» и растиражированую тогдашней американской прессой. Речь считается одним из лучших примеров индейского ораторского искусства.
К 1830 г. минго были процветающим племенем на западе Огайо. Они развивали свои фермы и основывали школы. Однако начиная с этого года, после принятия Закона о переселении индейцев, минго были вынуждены продать свои земли и мигрировать в Канзас в 1832 г. В Канзасе они присоединились к родственным племенам сенека и кайюга, с которыми они совместно стали проживать в резервации Неошо. Племена были вынуждены вновь переселиться в 1869 г. после Гражданской войны в США на территорию, где сейчас находится округ Оттава (Оклахома). В 1881 г. племя из народности кайюга из Канады присоединилось к племени сенека на Индейской территории. В 1902 г. незадолго до того, как Оклахома стала штатом, 372 членов объединённого племени получили земельные участки. В 1937 г. племя официально получило название Племя сенека-кайюга штата Оклахома. В настоящее время племя насчитывает свыше 5 тыс. членов и продолжает сохранять культурные и религиозные связи с Шестью ирокезскими нациями.

## Интересные факты
Поскольку достоверных сведений о минго сохранилось очень мало, отечественная литература их долгое время полностью игнорировала. Пренебрежительное отношение к ним укоренилось в России после появления первых переводов романов Джеймса Фенимора Купера. В романе Купера «Последний из могикан, или Повествование о 1757 годе» главный герой Следопыт (Натаниэль Бампо) выражает крайнее презрение к этому племени, выраженное в сакраментальных словах: «Убивайте бездельников! Не щадите проклятых мингов!» Между тем, данное название употребляется им в отношении гуронов, не имевших к минго никакого отношения. Подобных историко-этнографических «ляпов» в произведениях Купера очень много.